# Frankenstein 1970
Frankenstein 1970 és una pel·lícula de ciència-ficció/terror de 1958, rodada en blanc i negre en CinemaScope, protagonitzada per Boris Karloff i amb Don "Red" Barry. La pel·lícula independent va ser dirigida per Howard W. Koch, escrita per Richard Landau i George Worthing Yates, i produïda per Aubrey Schenck. Es va estrenar en cinemes en alguns mercats en una doble sessió amb Queen of Outer Space.

## Tanca
Baró Victor von Frankenstein (Boris Karloff) ha patit tortures i desfiguracions a mans dels nazis com a càstig per no cooperar amb ells durant la Segona Guerra Mundial. No obstant això, continua la seva tasca com a científic. Necessitat de fons per donar suport als seus experiments, el baró permet que un equip de televisió rodi una pel·lícula de terror sobre la seva família que fa monstres al seu castell d'Alemanya.
Aquest acord dona al baró prou diners per comprar un reactor atòmic, que ell utilitza per crear un ésser viu, modelat a partir de la seva pròpia semblança abans d'haver estat torturat. Quan el baró es queda sense parts del cos per a la seva feina, procedeix a matar els membres de la tripulació, i fins i tot el seu fidel majordom, per obtenir més peces de recanvi. Finalment, el monstre encén al baró, i tots dos moren en una explosió de vapor radioactiu del reactor. Després que el reactor s'apaga i la radiació cau a nivells segurs, s'eliminen els embenats del monstre i es reprodueix una cinta d'àudio en què el baró revela que tenia la intenció que el monstre fos una perpetuació d'ell mateix perquè era l'últim de la família Frankenstein.

## Repartiment
- Boris Karloff com el baró Victor von Frankenstein
- Tom Duggan com a Mike Shaw
- Jana Lund i Carolyn Hayes
- Donald Barry com Douglas Row
- Charlotte Austin com a Judy Stevens
- Irwin Berke com a inspector Raab
- Rudolph Anders i Wilhelm Gottfried
- Norbert Schiller com a Schutter, el majordom de Frankenstein
- John Dennis com Morgan Haley
- Mike Lane com a Hans Himmler / El monstre

## Producció
El productor Aubrey Schenck va tenir un acord de tres pel·lícules amb Boris Karloff. La pel·lícula es va rodar a l'estudi Warner Bros. en només vuit dies, amb un pressupost modest. El conjunt principal va ser manllevat de Too Much, Too Soon (1958).
El títol Frankenstein 1970 pretenia afegir un toc futurista. Durant la preproducció, els títols alternatius foren Frankenstein's Castle, Frankenstein 1960, i Frankenstein 2000. Allied Artists va llançar la pel·lícula, després de comprar-la per 250.000 dòlars.